# Субарктический климат
| Dsc Dsd |  | Dwc Dwd |  | Dfc Dfd |

Границы субарктического климата (по Борису Алисову)

Субарктический климат на карте (по Кёппену):

Субаркти́ческий кли́мат  (бореа́льный кли́мат) — тип климата, характерный в основном для субполярных (субарктических, приполярных, субантарктических) районов Земли: зона тундры и лесотундры (по Алисову) или тайги (по Кёппену).
Главной чертой субарктического климата является если не отсутствие, то низкая продолжительность климатического лета: даже в самый тёплый месяц средняя температура воздуха не превышает +15 °C. Всегда возможны заморозки. Зима всегда длительная, в зависимости от местоположения может быть как очень суровой, так и относительно мягкой.

## Виды
Виды субарктического климата согласно классификации Кёппена — Dfc, Dwc, Dfd и Dwd. Все виды характеризуются влажными холодными показателями.
- Dfc — короткое прохладное лето, период с среднемесячной температурой выше 10 °С меньше 4 месяцев; постоянное увлажнение в течение года.
- Dwc — короткое прохладное лето, период с среднемесячной температурой выше 10 °С меньше 4 месяцев; сухой сезон летом.
- Dfd — лето схожее с «с», очень холодная зима, средняя температура самого холодного месяца −38 °С; постоянное увлажнение в течение года.
- Dwd — лето схожее с «с», очень холодная зима, средняя температура самого холодного месяца −38 °С; сухой сезон летом.

## Северное полушарие
По северным окраинам Евразии и Северной Америки, в широтах, которые можно назвать уже субполярными, расположена зона тундры. Зимы здесь продолжительны и суровы, лето холодное с заморозками. Средняя температура самого тёплого месяца не выше +10 — +12 °С: это тот предел, при котором могут произрастать деревья. Холодное лето и определяет ландшафт тундры. Осадков здесь меньше, чем в зоне тайги, — менее 300 мм, а в Восточной Сибири, где в зону тундры реже попадают циклоны, — даже менее 100 мм.
Хотя осадков мало, но облачность всё-таки велика, и дней с осадками много; следовательно, выпадают они в незначительных количествах вследствие малого влагосодержания воздуха при низких температурах. Максимум осадков приходится на лето. Как ни малы осадки, но при низких температурах они превышают испаряемость; поэтому в тундре наблюдается избыточное увлажнение и, вследствие вечной мерзлоты, заболачивание.
В тундре более или менее выражен муссонный характер циркуляции атмосферы: летом преобладают ветры с составляющей, направленной на материк, зимой — с материка.
В Салехарде (66,5˚ с. ш., 66,6˚ в. д.) средняя температура июля +14,8 °С, января −23,2 °С; осадков за год 260 мм. В Верхоянске (67°33′ с. ш. 133°23′ в. д.) средняя температура июля +16,5 °С, января −45,4 °С; осадков за год 138 мм. На станции Форт-Ферсон (67,4˚ с. ш., 134,9˚ з. д.) средняя температура июля +15 °С, января −29 °С; осадков за год 260 мм. В Анкоридже средняя температура июля +14,9 °С, января −8,3 °С; осадков за год 409 мм.